# Hôtel de Galéans des Issarts
LHôtel de Galéans des Issarts, est un bâtiment à Avignon, dans le département de Vaucluse.

## Histoire
L'hôtel a été construit à l'emplacement de la « livrée cardinalice d'Auxerre », qui avait été habitée entre 1350 et 1360 par Pierre de Cros, évêque d'Auxerre entre 1349 et 1351. Elle a ensuite pris le nom d'« ancienne livrée de Viviers » à cause de Jean Allarmet de Brogny, évêque de Viviers entre 1382 et 1385, qui l'a occupé entre 1400 et 1404 avant d'aller habiter la « nouvelle livrée de Viviers », devenue Maison du roi René. 
En 1468, cette livrée est devenue la propriété du collège Saint-Nicolas d'Annecy puis de la famille Galéans. Les Galéans y ont fait des travaux et construit une chapelle en 1559.
C'est dans cet hôtel qu'est tué, le 16 juin 1606, Thomas de Baroncelli par François de Galéans à la suite d'une provocation en duel. Ce premier meurtre est suivi d'un second, en juin 1612, à la suite de l'élection de François de Galéans comme premier consul. Son frère, Louis de Galéans, tue place du Change Jacques de Baroncelli, chevalier de Malte, frère de Thomas de Baroncelli. Ces ceux crimes sont restés impunis car l'autorité romaine a imposé aux deux familles une réconciliation.
L'hôtel est agrandi aux XVIIe siècle par François de Galéans de Castellane, marquis de Salerne, seigneur des Issarts, des Angles et autres lieux. Il fait rebâtir l'hôtel.
Le prix-fait du maçon Paul Rochas est signé le 30 avril 1681. Il est signé comme témoin par l'architecte Pierre II Mignard, ce qui indique qu'il est l'architecte ayant dessiné les plans de l'édifice. Pierre Mignard a adopté le plan classique de l'hôtel entre cour et jardin. L'entrée sur la rue du Four se fait par une porte cochère haute et majestueuse, mais très simple. 
Alain Breton a écrit que la plus grande partie de l'hôtel a été rebâtie après 1696 par Jean Péru. Il a aussi construit l'orangerie qui se trouve dans le jardin, derrière le corps principal de logis. On accédait au jardin par un arceau permettant de franchir la rue Bertrand. Au fond du jardin se trouvait une orangerie qui a été transformée en habitation.
Esprit Calvet indique qu'au cours du XVIIIe siècle, l'hôtel est devenu par mariage l'hôtel de Forbin-Janson. Cette famille le conservera jusqu'au milieu du XIXe siècle.
Vers 1780, Isabella Byron, comtesse de Carlisle, épouse d'Henry Howard (4e comte de Carlisle), mère du vice-roi d'Irlande Frederick Howard en 1780-1782, sœur du vice-amiral John Byron, y a séjourné.
L'hôtel est occupé par l'administration des télégraphes en 1857.

## Protection
L'hôtel est classé au titre des monuments historiques le 7 août 1986, ainsi que l'ancienne orangerie et le sol de son jardin se trouvant 21 rue Bertrand et 19 rue de la Forêt.